# Goult
Goult is een gemeente in het Franse departement Vaucluse (regio Provence-Alpes-Côte d'Azur) en telt 1285 inwoners (1999). De plaats maakt deel uit van het arrondissement Apt. In 2025 werd de stad opgeschud door een schietpartij op een bruiloft.

## Geografie
De oppervlakte van Goult bedraagt 23,7 km², de bevolkingsdichtheid is 54,2 inwoners per km².
De onderstaande kaart toont de ligging van Goult met de belangrijkste infrastructuur en aangrenzende gemeenten.

## Demografie
Onderstaande figuur toont het verloop van het inwonertal (bron: INSEE-tellingen).